# Gartz (Oder)
Gartz (Oder) è una città di 2 427 abitanti del Brandeburgo, in Germania.

Appartiene al circondario dell'Uckermark ed è capoluogo della comunità amministrativa di Gartz.

## Geografia antropica
La città di Gartz (Oder) è suddivisa nelle frazioni di Friedrichsthal, Gartz (Oder), Geesow e Hohenreinikendorf.

## Amministrazione

### Gemellaggi
Gartz è gemellata con:
- Wentorf bei Hamburg
- Gryfino